# 洛斯维利亚雷斯
洛斯维利亚雷斯，是西班牙安达卢西亚自治区哈恩省的一个市镇。总面积89平方公里，总人口5083人（2001年），人口密度57人/平方公里。